# Ranil Wickremesinghe

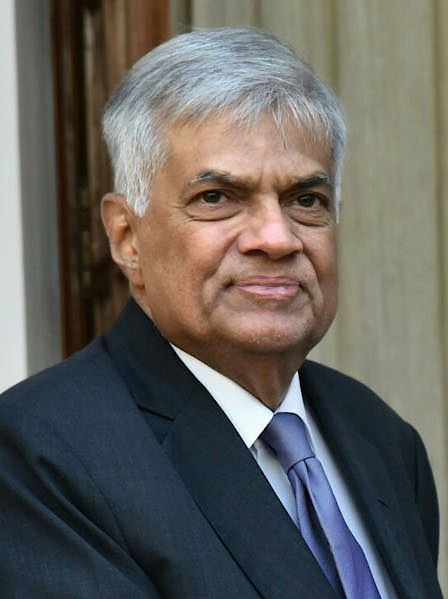
Ranil Wickremesinghe (2017)

Ranil Wickremesinghe (singhalesisch රනිල් වික්‍රමසිංහ Ranil Vikramasiṁha; * 24. März 1949) ist ein sri-lankischer Politiker. Er ist Parteivorsitzender der United National Party (UNP) und war zwischen 1993 und 2022 mehrfach Premierminister von Sri Lanka. Von Juli 2022 bis September 2024 war  er Staatspräsident des Landes.

## Politische Laufbahn
Wickremesinghe ist der Neffe des früheren Präsidenten und UNP-Vorsitzenden Junius Richard Jayewardene. Seit 1978 war er ohne Unterbrechung gewählter Abgeordneter für die UNP im Parlament Sri Lankas. Von 1984 bis 1993 bekleidete er mehrere Ministerämter unter den Präsidenten Jayewardene und Ranasinghe Premadasa. Nachdem der UNP-Oppositionsführer Gamini Dissanayake 1994 einem Attentat der LTTE zum Opfer gefallen war, wurde Wickremesinghe sein Nachfolger als UNP-Parteivorsitzender.
Wickremesinghe amtierte bislang fünfmal als Premierminister Sri Lankas, allerdings überdauerte keine seiner Amtszeiten eine ganze Legislaturperiode. 1993 bis 1994 bekleidete er nach der Ermordung Premadasas erstmals dieses Amt, und danach erneut von April 2001 bis Dezember 2004 und mit einer zweimonatigen Unterbrechung vom 9. Januar 2015 bis zum 20. November 2019. Während seiner zweiten Amtszeit als Premierminister handelte er im Februar 2002 eine Waffenruhe im Konflikt mit der LTTE aus und beendete so vorübergehend den 20 Jahre andauernden Bürgerkrieg. Wickremesinghe tritt verstärkt für eine gemäßigtere Politik gegenüber den Tamilen im Norden des Landes ein und spricht sich für eine föderative Lösung aus. Bei der Präsidentschaftswahl 2005 unterlag er Mahinda Rajapaksa knapp, nachdem er bereits bei der Präsidentschaftswahl 1999 eine Niederlage gegen Chandrika Kumaratunga erlitten hatte.
Im Wahlkampf vor der Präsidentschaftswahl in Sri Lanka 2015 unterstützte die UNP mit Wickremesinghe den Kandidaten der Opposition Maithripala Sirisena. Einen Tag nach dessen Wahlsieg wurde Wickremesinghe zum neuen Premierminister ernannt.
Am 26. Oktober 2018 wurde er von Staatspräsident Sirisena entlassen, der den ehemaligen Präsidenten Mahinda Rajapaksa (SLPP) als dessen Nachfolger einsetzte. Wickremesinghe bezeichnete die Vereidigung seines Nachfolgers als illegal und kündigte gerichtliche Schritte an. Rajapaksa gelang es in der Folgezeit nicht, ein Vertrauensvotum des Parlaments zu erlangen und auch der Versuch Präsident Sirisenas, das Parlament aufzulösen und Neuwahlen anzusetzen, scheiterte, da er vom Verfassungsgericht für ungültig erklärt wurde. Daraufhin erklärte Rajapaksa seinen Rücktritt und Wickremesinghe wurde am 16. Dezember 2018 erneut als Premierminister vereidigt. Nach dem Wahlsieg Gotabaya Rajapaksas bei der sri-lankischen Präsidentschaftswahl am 16. November 2019 trat Wickremesinghe am 20. November 2019 vom Amt des Premierministers zurück. Sein Nachfolger wurde ab dem 21. November 2019 Mahinda Rajapaksa.
Drei Tage nach dem Rücktritt Mahinda Rajapaksas wurde Wickremesinghe am 13. Mai 2022 erneut zum Premierminister ernannt. Rajapaksas Rücktritt waren Proteste gegen seine Regierung und die Wirtschaftskrise in Sri Lanka vorausgegangen. Mit der Ernennung des Oppositionspolitikers Wickremesinghe versuchte der Staatspräsident die angespannte Lage im Land zu beruhigen, Kritiker befürchteten, dass Wickremesinghe nur die Vormachtstellung der Familie Rajapaksa bewahren solle. Die Proteste hielten an und am 9. Juli 2022 wurde der Präsidentenpalast von Demonstranten, die den Rücktritt Wickremesinghes und des Präsidenten Gotabaya Rajapaksa forderten, gestürmt. Das Haus Wickeremsinghes wurde durch Demonstranten in Brand gesetzt und zerstört. Daraufhin erklärte er, dass er zurücktreten wolle, um einer All-Parteien-Regierung Platz zu machen. Nach der Flucht des Staatspräsidenten Gotabaya Rajapaksa und dessen Amtsverzicht wurde Wickremesinghe ab dem 13. Juli 2022 geschäftsführender Präsident Sri Lankas. Am 20. Juli 2022 wählte das sri-lankischen Parlament Wickremesinghe zum neuen Präsidenten Sri Lankas. Er wurde überwiegend durch die SLPP-Fraktion, die ehemalige Partei der Rajapaksas unterstützt. Seine beiden Gegenkandidaten waren der ehemalige SLPP-Abgeordnete Dullas Alahapperuma, der von einem Teil der SLPP, durch den überwiegenden Teil der Samagi Jana Balawegaya (SJB) und verschiedene kleinere Parteien unterstützt wurde, sowie Anura Kumara Dissanayake, der Kandidat der Janatha Vimukthi Peramuna (JVP). Am Folgetag wurde Wickremesinghe im Amt des Staatspräsidenten vereidigt.